# Faraschband (Verwaltungsbezirk)
Faraschband (persisch شهرستان فراشبند) ist ein Schahrestan in der Provinz Fars im Iran. Er enthält die Stadt Faraschband, welche die Hauptstadt des Verwaltungsbezirks ist. 

## Kreise
- Zentral (بخش مرکزی)
- Dehram (بخش دهرم)

## Demografie
Bei der Volkszählung 2016 betrug die Einwohnerzahl des Schahrestan 45.459. Die Alphabetisierung lag bei 81 Prozent der Bevölkerung. Knapp 62 Prozent der Bevölkerung lebten in urbanen Regionen.
| Zensusjahr | Einwohnerzahl |
| ---------- | ------------- |
| 2011       | 42.760        |
| 2016       | 45.459        |